# Isle aux Morts
Isle aux Morts är en ort i Kanada.   Den ligger i provinsen Newfoundland och Labrador, i den östra delen av landet, 1 300 km öster om huvudstaden Ottawa. Antalet invånare är 718.
Terrängen runt Isle aux Morts är huvudsakligen platt, men åt nordost är den kuperad. Havet är nära Isle aux Morts åt sydost. Trakten är glest befolkad. Närmaste större samhälle är Channel-Port aux Basques, 11,7 km väster om Isle aux Morts. 